# Witold Wirpsza

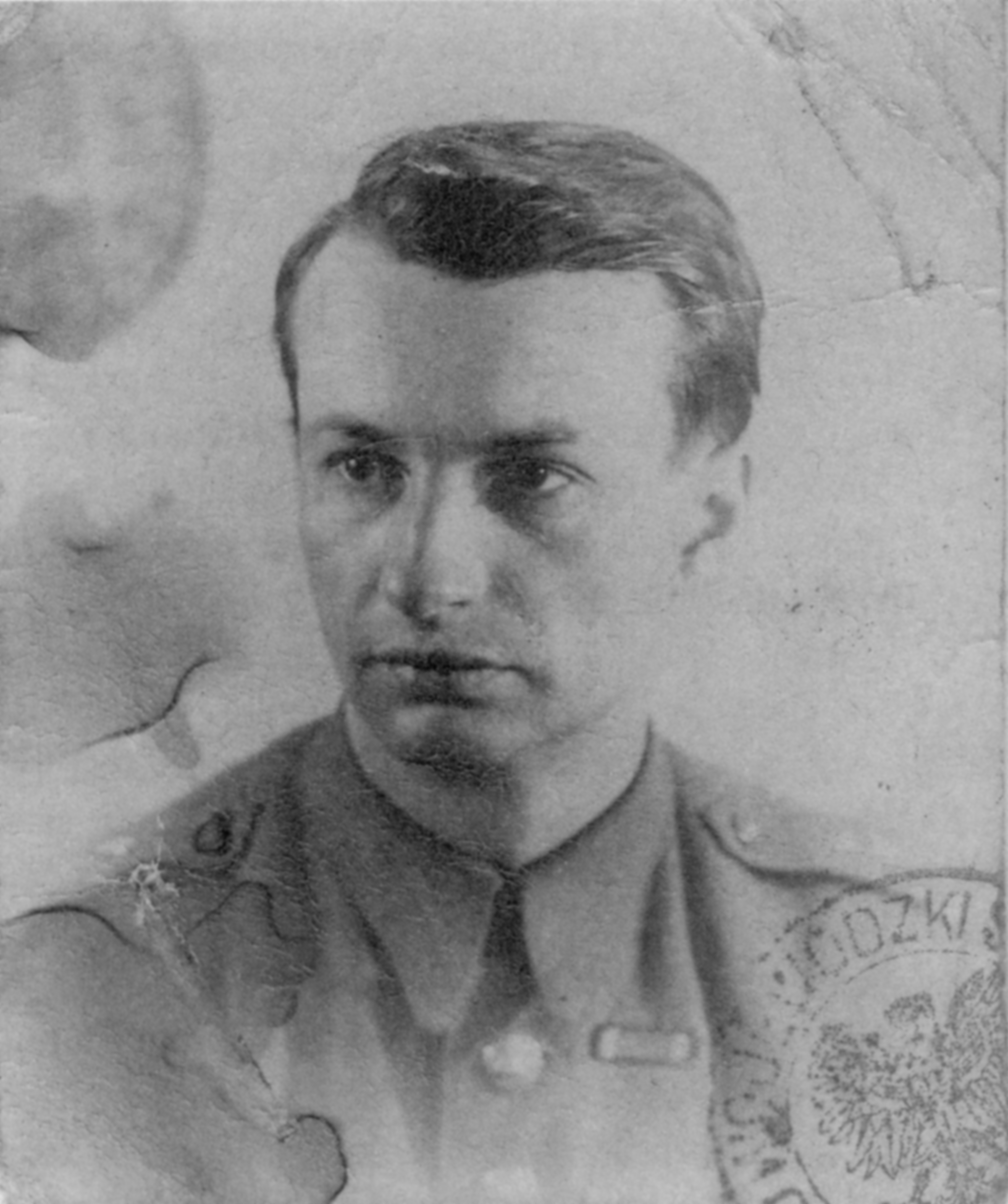
Witold Wirpsza

Witold Wirpsza (* 4. Dezember 1918 in Odessa; † 16. September 1985 in West-Berlin) war ein polnischer Dichter, Kritiker und Übersetzer deutschsprachiger Literatur.

## Leben
Wirpsza studierte Rechtswissenschaft an der Universität Warschau sowie Musik an der Musikhochschule Warschau.
Seine ersten Gedichte veröffentlichte er 1935. Er kämpfte im Verteidigungskrieg von 1939 und verbrachte den Krieg als Gefangener in deutschen Offizierslagern. Nach dem Krieg ließ er sich in Stettin nieder, wurde im dortigen Rundfunk tätig und später Mitglied der Redaktionen der Warschauer Wochenschriften „Po prostu“ und „Nowa Kultura“. 1955 bekam er den literarischen Preis der Stadt Stettin.
1967 war er Gast des Berliner Künstlerprogramms des Deutschen Akademischen Austauschdienstes. 1968 wurde er von den Behörden der Volksrepublik Polen mit einem Veröffentlichungsverbot belegt und 1970 zur Umsiedlung nach West-Berlin gezwungen, wo er den Rest seines Lebens verbrachte. Nach seinem Tod wurde er zunächst auf dem Friedhof Ruhleben beigesetzt, bevor Angehörige seinen Leichnam nach Polen überführen ließen.

### Familie
Wirpsza war Ehemann von Maria Kurecka (1920–1989), mit ihr übersetzte er viele Werke deutschsprachiger Literatur ins Polnische. Ihr gemeinsamer Sohn Aleksander Wirpsza (* 1946) ist unter dem Pseudonym Leszek Szaruga ebenfalls als Dichter, Literaturhistoriker und Übersetzer deutschsprachiger Literatur tätig.

### Ehrung
Wirpsza wurde 1967 mit dem Johann-Heinrich-Voß-Preis für Übersetzung ausgezeichnet.

## Übersetzungen deutscher Titel ins Polnische
- Hermann Broch: Der Tod des Vergil (mit Maria Kurecka)
- Johan Huizinga: Homo Ludens. Vom Ursprung der Kultur im Spiel (mit Maria Kurecka)
- Thomas Mann: Doktor Faustus. Das Leben des deutschen Tonsetzers Adrian Leverkühn, erzählt von einem Freunde (mit Maria Kurecka)
- Friedrich Schiller: Maria Stuart
- Albert Schweitzer: Johann Sebastian Bach (mit Maria Kurecka)
- Valerian Tornius: Wolfgang Amadé: ein Mozart-Roman (mit Maria Kurecka)
- Bertolt Brecht: Der aufhaltsame Aufstieg des Arturo Ui, (mit Roman Szydłowski)